# Драммонд, Джон, 4-й герцог Перт
Джон Драммонд, 4-й герцог Перт, 7-й граф Перт и 11-й лорд Драммонд (англ. John Drummond, 4th Duke of Perth; 1714 — 28 сентября 1747) — франко-шотландский дворянин, военный и якобит. Он также был известен как лорд Джон Драммонд.
Драммонд служил офицером во французской армии, но, возможно, наиболее известен своим участием в восстании якобитов 1745 года, во время которого он был одним из старших офицеров штаба якобитов, а также возглавлял якобитский Королевский шотландский полк, созданный им во Франции.

## Ранняя жизнь
Джон Драммонд родился в 1714 году во Франции. Второй сын Джеймса Драммонда, 5-го титульного графа и 2-го герцога Перта (1674—1720), и Джейн Гордон (1691—1773), дочери Джорджа Гордона, 1-го герцога Гордона. Его семья была католиками и преданными сторонниками Стюарта: его дед, Джеймс Драммонд, 4-й граф Перт (1648—1716), бывший лорд-канцлер Шотландии, сопровождал короля Якова II в изгнании во Франции, прежде чем был назначен 1-м герцогом Пертом в пэрстве якобитов сыном Джеймса Джеймсом Эдвардом Стюартом. Отец Джона Драммонда не унаследовал графский титул, получив его за участие в восстании якобитов в 1715 году, хотя Драммонды продолжали стилизовать себя, используя семейные титулы.
Отец Джона Драммонда сохранил фамильные поместья в Шотландии, передав их своему старшему сыну Джеймсу до восстания 1715 года. Оба сына воспитывались матерью в замке Драммонд в Пертшире до смерти отца в 1720 году, когда их отправили в Шотландский колледж в Дуэ. Говорили, что Джон отдавал предпочтение военным предметам; впоследствии он поступил на службу во французскую армию в качестве офицера, в конечном итоге достигнув звания капитана в ирландском бригадном полку Рот, прямой потомок ирландской пехоты Доррингтона. Возвращение в Шотландию в 1730-х годах возродило его энтузиазм по отношению к стране.
Джон Драммонд был видным деятелем якобитской общины изгнанников в Сен-Жермене, живя на первом этаже замка зимой 1743—1743 годов. Предполагается, что вместе со своим братом Джеймсом он частично вдохновил Чарльза Эдварда Стюарта на Шотландию: он подарил Чарльзу полный набор оружия горцев Хайленда, а его брат подарил ему одежду и книгу шотландских танцев. Чарльз, однако, похоже, счел Драммонда непочтительным и с ним трудно ладил: в мае 1745 года он написал своему отцу Джеймсу, что «невозможно [Драммонду] рано или поздно сбежать от перерезанного горла, потому что он повседневный оскорбляя людей и делая грязные вещи». Ссоры Драммонда с другим парижским изгнанником, сэром Гектором Маклином, потребовали вмешательства из Рима самого Джеймса. Якобитский агент Джон Мюррей из Бротона позже предположил, что Джон Драммонд питал амбиции стать главным представителем якобитов во Франции.

## Королевский полк Ecossaisс
Хотя служба наемников за границей в тот период имела относительно нейтральный оттенок, многие шотландцы не любили службу в полках ирландской бригады, что затрудняло вербовку. Соответственно, французское правительство поручило Джону Драммонду создать шотландский полк, Regiment Royal-Ecossais или Royal Scots, с целью его возможного использования во время будущего вторжения в Британию. Рапорт, написанный британским агентом «Шпионом Пиклом», которого теперь считают Аластером Руадом Макдоннеллом из Гленгарри, утверждал, что сэр Гектор Маклин изначально предназначался для звания подполковника, но Джон Драммонд помешал ему получить назначение .
Родственник Драммонда, Льюис Драммонд из Мелфорта, был назначен подполковником, а другой родственник, Уильям Драммонд, 4-й виконт Страталлан, получил звание капитана. К декабрю 1744 года Драммонд сообщил, что полк полностью укомплектован: 12 рот по 55 человек. Хотя многие из них были шотландцами или, как Драммонд, из шотландских изгнанных семей, в королевский полк также входили английские и ирландские дезертиры из британской армии.

## Восстание 1745
Драммонд, Королевский полк Ecossaisс, пикеты Ирландской бригады и ряд других французских советников и специалистов были отправлены в Дюнкерк в конце ноября 1745 года для поддержки восстания якобитов 1745 года. Благодаря блокаде Королевского флота многие были захвачены в плен, но Джон Драммонд вместе с большей частью своего полка проскользнул сквозь блокаду под прикрытием шторма; основная масса высадилась в удерживаемом якобитами порту Монтроуз, а другие достигли Стоунхейвена и Питерхеда. 2 декабря Джон Драммонд опубликовал заявление, в котором говорилось, что они «прибыли в это Королевство с письменными приказами, чтобы начать войну против короля Англии, курфюрста Ганноверского и всех его сторонников». Он принял от виконта Страталлана пост главнокомандующего якобитами в Шотландии, контролируя силы около 3000 человек.
Основная армия якобитов к тому времени приближалась к Дерби на своем марше на юг, в Англию. Несмотря на желание принца Чарльза Стюарта двигаться дальше на Лондон, большинство высших руководителей армии были обеспокоены отсутствием видимой поддержки со стороны английских якобитов или высадкой французов в Англии, а также новостями о двух больших правительственных армиях, преследующих их. Сообщение от Драммонда, подтверждающее его прибытие и обещающее дальнейшее французское подкрепление, казалось, усилило аргумент в пользу укрепления их позиций в Шотландии, и 5 декабря якобитский «Военный совет» решил вернуться назад. По крайней мере, один мемуарист-якобит, Джеймс Джонстон из полка Огилви, позже по существу обвинил Драммонда в этом решении; «Если бы лорд Джон Драммонд […] продвигался форсированными маршами, как он должен был сделать [ … ], никто из нашей армии никогда бы не высказал своего мнения об отступлении». Джонстон добавил, что сообщение Джона Драммонда о том, что ожидается, что за ним последуют ещё десять тысяч французских солдат, было «непростительным», поскольку «эта ложная информация […] сильно повлияла на нас».
Несмотря на приказ принца Чарльза, чтобы Джон Драммонд двинулся в Англию и присоединился к основной полевой армии, последний настоял на встрече якобитских войск в центральной низменности, сославшись на французские инструкции о том, что крепости, находящиеся под контролем правительства, должны быть сначала уменьшены. Тем временем он послал некоторых своих постоянных клиентов, чтобы помочь Льюису Гордону против правительственных независимых горных компаний, рассредоточив их в Инверури в конце декабря. Две армии якобитов в конечном итоге объединились 4 января, сформировав в общей сложности около 9 500 человек.
До конца кампании Джон Драммонд в звании генерал-лейтенанта действовал в качестве одного из командиров армейских бригад вместе со своим братом Джеймсом и лордом Джорджем Мюрреем . 17 января в Фолкирке он был назначен командовать якобитским левым флангом, а Джордж Мюррей — правым; его отсутствие на разведке в начале действия могло повлиять на поддержку атаки Мюррея, что впоследствии привело к взаимным обвинениям между ними. Несмотря на это, Джон Драммонд внес значительный личный вклад во время битвы: он собственноручно взял нескольких пленных, убил лошадь и получил выстрел из мушкета в правую руку. В течение марта Джону Драммонду было поручено защищать линию реки Спей от наступления правительства, и он основал свою штаб-квартиру в замке Гордон недалеко от Фошаберса.
Хотя лично Джон Драммонд был смелым, он, по общему мнению, был вспыльчивым, спорил как с Джорджем Мюрреем, так и с самим принцем Чарльзом. Во время длительного изгнания он иногда был нечувствителен к шотландским обычаям: отступая через Абердин после Стерлинга, Драммонд, как говорят, предлагал повесить некоторых служителей церкви Шотландии «для примера» . Джонстон также утверждал, что не впечатлен его военными способностями, заявив, что он «мало разбирался в военном искусстве […], тем более что он был генералом на службе Франции».
В Каллодене Джон Драммонд командовал центральными полками якобитской линии; во время битвы Эндрю Хендерсон вспоминал, как он шел по передовой линии якобитов «с фузеей в руке», чтобы попытаться соблазнить британские войска открыть огонь. После поражения при Каллодене Джон Драммонд бежал из Шотландии на французском корабле с несколькими другими старшими офицерами, включая своего брата: Джеймс Драммонд умер 13 мая и был похоронен в море. Соответственно, впоследствии Джон Драммонд был назван 4-м герцогом Пертом, хотя правительственный акт лишил его шотландских владений семьи Драммондов.
По прибытии во Францию в июне Джон Драммонд отправился в Версаль, предоставив французскому двору первый достоверный отчет о поражении при Каллодене.

## Смерть
Джон Драммонд, 4-й герцог Перт, умер при осаде Берген-оп-Зома 28 сентября 1747 года после того, как заболел лихорадкой. Он был бригадным генералом, командующим пикетами в окопах; незадолго до смерти был произведен в генерал-майоры. Он был похоронен в часовне английского монастыря в Антверпене; здания монастыря были проданы в 1790-х годах, а поиски в 1844 году обнаружили, что его памятник был утерян.

## Преемники
Джон Драммонд не был женат и не имел детей, поэтому его наследником как титульного графа и герцога Перта стал его дядя Джон Драммонд (? — 1757), сын Джеймса Драммонда, 1-го герцога Перта и 4-го графа Перта, от второго брака.